# Paragamasellevans michaeli
Paragamasellevans michaeli är en spindeldjursart som beskrevs av Loots och Ryke 1968. Paragamasellevans michaeli ingår i släktet Paragamasellevans och familjen Rhodacaridae. Inga underarter finns listade i Catalogue of Life.